# هاتوگایا، سایتاما
هاتوگایا در استان سایتاما در کشور ژاپن واقع شده است که دارای جمعیت ۶۰٬۲۰۸ نفر و مساحت ۶٫۲۲ کیلومتر مربع با تراکم جمعیت ۹٬۶۸۰ نفر در کیلومترمربع است و در تاریخ ۱ مارس ۱۹۶۷ به عنوان شهر شناخته شد.